# كلاوديو كاردوزو
كلاوديو كاردوزو (بالإسبانية: Claudio Cardozo) هو لاعب كرة قدم أوروغواياني، ولد في 24 أبريل 1983 في مونتفيدو في الأوروغواي. لعب مع ريال إسبانيا ونادي بيدا ونادي تيخوانا ونادي ليفربول ونادي ماراثون.

## وصلات خارجية
- كلاوديو كاردوزو على موقع قاعدة بيانات كرة القدم.إي يو (الإنجليزية)
- كلاوديو كاردوزو على موقع Soccerway.com (الإنجليزية)